# Bisdom Petare
Het bisdom Petare (Latijn: Dioecesis Petarensis) is een rooms-katholiek bisdom met als zetel Petare, in Venezuela. Het bisdom is suffragaan aan het aartsbisdom Caracas. 

## Geschiedenis
Het bisdom werd opgericht op 16 november 2021, uit delen van het aartsbisdom Caracas.

## Parochies
Het bisdom had in 2021 een oppervlakte van 177 km2 en telde 760.000 inwoners waarvan 85,3% rooms-katholiek was.

## Bisschoppen
- Juan Carlos Bravo Salazar (16 november 2021 - heden)

## Galerij van afbeeldingen

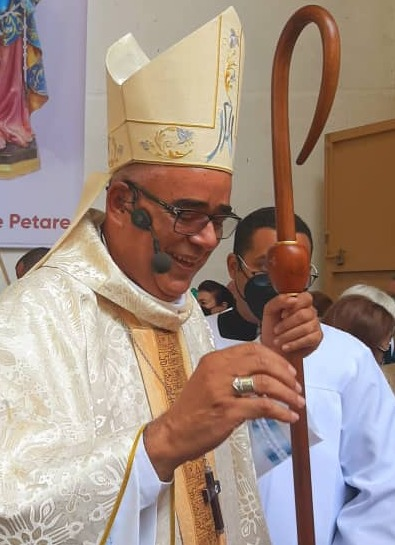
Bisschop Juan Carlos Bravo Salazar (2021-heden)

Caracas (aartsbisdom) · Guarenas · La Guaira · Los Teques · Petare